# David Hennings
David Hennings (* 14. Februar 1957 in Nashville, Tennessee) ist ein US-amerikanischer Kameramann.
David Hennings machte 1983 seinen Abschluss am American Film Institute. Seit diese Zeit ist er als Kameramann tätig, die ersten Jahre verstärkt im Bereich Musikvideo, Werbung und Livekonzert-Mitschnitten.

## Filmografie (Auswahl)
- 1986: The Magic of David Copperfield: China
- 1996: Titanic
- 1998: Very Bad Things
- 2000: Cheaters
- 2001: Boykott (Boycott)
- 2002: American Girl
- 2004: Breakin’ All the Rules
- 2004: Teen Cop
- 2004: Street Style
- 2005: Die Eisprinzessin (Ice Princess)
- 2009: Hannah Montana – Der Film (Hannah Montana: The Movie)
- 2010: Du schon wieder (You Again)
- 2011: Kill the Boss (Horrible Bosses)
- 2013: Last Vegas
- 2014–2015: Marry Me (Fernsehserie, 17 Folgen)
- 2015: DUFF – Hast du keine, bist du eine (The Duff)
- 2015: Sneaky Pete (Fernsehserie, Pilotfolge)